# Kohne Mollalar
Kohne Mollalar – wieś w Iranie, w ostanie Azerbejdżan Zachodni, w szahrestanie Bukan. W 2006 roku liczyła 67 mieszkańców.